# Félix Tisserand
François Félix Tisserand (Nuits-Saint-Georges, 13 gennaio 1845 – Parigi, 20 ottobre 1896) è stato un astronomo francese.

## Biografia
Tisserand nacque a Nuits-Saint-Georges, nella Côte-d'Or. Dal 1863 frequentò l'École Normale Supérieure, dopo la quale insegnò per un mese presso un liceo di Metz. Urbain Le Verrier gli offrì un impiego presso l'Osservatorio di Parigi, dove fu assunto come astronomo aggiunto nel settembre 1866. Nel 1868 conseguì il dottorato con una tesi sul metodo di Delaunay che applicava il problema dei tre corpi al moto della Luna; Tisserand mostrò che il metodo trovava un'applicazione più ampia rispetto a quanto ipotizzato dal suo ideatore. Nello stesso anno si recò in Malacca per osservare l'eclissi solare del 18 agosto 1868.
Nel 1873 fu chiamato a dirigere l'Osservatorio di Tolosa, incarico che mantenne per cinque anni. Durante tale periodo pubblicò l'opera Recueil d'exercices sur le calcul infinitesimal. Nel 1874 divenne membro corrispondente dell'Académie des Sciences. Prese parte alle spedizioni francesi in Giappone nel 1874 e a Martinica nel 1882 per l'osservazione del transito di Venere. Nel 1878 fu eletto membro dell'Académie des Sciences, succedendo a Le Verrier, e del Bureau des longitudes. Nello stesso anno fu nominato supplente di Joseph Liouville e nel 1883 succedette a Pierre Puiseux nell'insegnamento della Meccanica celeste presso la Sorbona.
Tisserand ha portato avanti con continuità ricerche in matematica applicata all'astronomia, delle quali le pagine del Comptes rendus portano testimonianza. Si è interessato di quasi ogni branca della meccanica celeste ed i suoi scritti si distinguono sempre per il rigore e la semplicità nelle soluzioni dei problemi più difficili. Affrontò in modo magistrale (Bulletin astronomique, 1889) la teoria della cattura delle comete da parte dei pianeti maggiori ed in tale circostanza ideò il criterio che permette l'identificazione di una cometa periodica nelle sue successive apparizioni, qualunque siano state le perturbazioni cui è stata soggetta nel frattempo per azione di un pianeta.
La sua opera principale è stato il Traité de mécanique céleste (1889-1896), in quattro volumi - l'ultimo dei quali pubblicato solo pochi mesi prima della sua morte - in cui Tisserand raccolse tutte le conoscenze nell'ambito della meccanica celeste, fornendo un resoconto fedele e completo dello stato dell'arte alla fine del XIX secolo, così come Laplace aveva fatto all'inizio del secolo con il suo Mécanique céleste.
Nel 1892 fu eletto membro dell'Accademia Reale Svedese delle Scienze. Nello stesso anno succedette ad Amédée Mouchez nella direzione dell'Osservatorio di Parigi e, quale presidente del comitato, contribuì allo sviluppo di mappe fotografiche della volta celeste. Sotto la sua direzione, la revisione del catalogo di Lalande fu portata quasi a conclusione, come testimoniano gli Annales de l'Observatoire de Paris. Curò l'edizione del Bulletin astronomique fin dal suo esordio e contribuì alla rivista con vari articoli. Morì improvvisamento nel 1896, a Parigi.
Il cratere Tisserand sulla superficie lunare è così nominato in suo onore, così come l'asteroide 3663 Tisserand.